# Kanya Sesser
Kanya Sesser (née en 1992) est une para-athlète et mannequin américaine. Elle est connue pour avoir souffert toute sa vie d'une absence congénitale (en) des deux jambes. Elle est née en Thaïlande, a grandi à Portland, dans l'Oregon, et vit actuellement en Californie.

## Biographie

### Jeunesse et éducation
Sesser est née en septembre 1992 avec une absence congénitale des deux jambes. Peu de temps après sa naissance, elle est abandonnée devant un temple bouddhiste dans le district (amphoe) de Pak Chong (en), en Thaïlande, où elle est trouvée le 13 septembre 1992 par une femme qui passait par là. Celle-ci la recueille et la lave avant d'appeler la police de la ville, qui la conduit à l'hôpital. Sesser y passe les quelques années suivantes sous la garde du personnel de l'hôpital et de moines du temple,, en particulier d'une infirmière, Mae Chan, qu'elle prenait pour sa mère. L'hôpital a cherché en vain sa famille biologique. À quatre ans, elle est placée dans une famille à Ayutthaya, chez un couple âgé, par le biais de la fondation Holt Sahathai.
En mai 1998, à l'âge de cinq ans, Sesser est adoptée par une famille américaine, qui l'avait vue dans le magazine de la fondation Holt, et va vivre dans le Nord-Ouest Pacifique, où ses parents adoptifs l'élèvent à Portland, dans l'Oregon, avec deux frères plus âgés. Elle a du mal à s'intégrer et n'arrive pas à parler anglais avant l'âge de neuf ans. Elle apprend par elle-même à marcher sur ses mains. Sesser subit par ailleurs plusieurs interventions chirurgicales sur ses mains à cause de ses doigts fusionnés sur une main et de la présence d'un doigt supplémentaire sur l'autre,. Dans son enfance, Sesser a essayé des sports adaptés, tels que le basket-ball en fauteuil roulant, la course, le tennis et le rugby. Elle commence le skateboard à neuf ans, qu'elle préfère au fauteuil roulant, ainsi que le surf. À l'école, elle n'est pas victime de harcèlement.
À l'âge de quinze ans, Sesser devient mannequin pour des marques de sport telles que Billabong, Nike ou Rip Curl,,. Elle est pom-pom girl jusqu'en première année de lycée et a failli être élue reine du bal de fin d'année.

### Carrière
À l'âge adulte, Kanya Sesser part vivre à Los Angeles, en Californie,,. Elle participe à des championnats nationaux de course en fauteuil roulant, où elle obtient plusieurs médailles. En 2014, elle tente de participer aux jeux paralympiques d'hiver de 2014, à l'épreuve de monoski, mais manque sa qualification de peu,. Elle réessaie de participer aux jeux paralympiques d'hiver de 2018 à Pyeongchang, en Corée du Sud,. Par ailleurs, elle joue le rôle de Rosey Valera, une surfeuse professionnelle, dans la série Hawaii Five-0,, ainsi que le rôle de la cascadeuse d'un zombie dans la série The Walking Dead. Elle joue aussi dans la série Code Black,. Elle pratique des sports tels que le skateboard, le surf, le snowboard, le ski et le basket-ball,,. Elle conduit sa voiture avec les mains.

## Distinctions
En 2024, elle obtient le record du monde du plus long handstand sur un skateboard (déplacement en équilibre sur les mains), avec une durée de 19,65 secondes, dont la publication est prévue dans le Livre Guinness des records 2025.

## Œuvres caritatives et prises de position
Selon Kanya Sesser, il aurait été impossible pour elle de réaliser son parcours si elle était restée en Thaïlande, à cause du manque d'infrastructure adaptée.
À Portland, avec sa famille et la communauté Thai, elle a participé financièrement à la création d'infrastructures plus accessibles.